# إيناروس الثاني

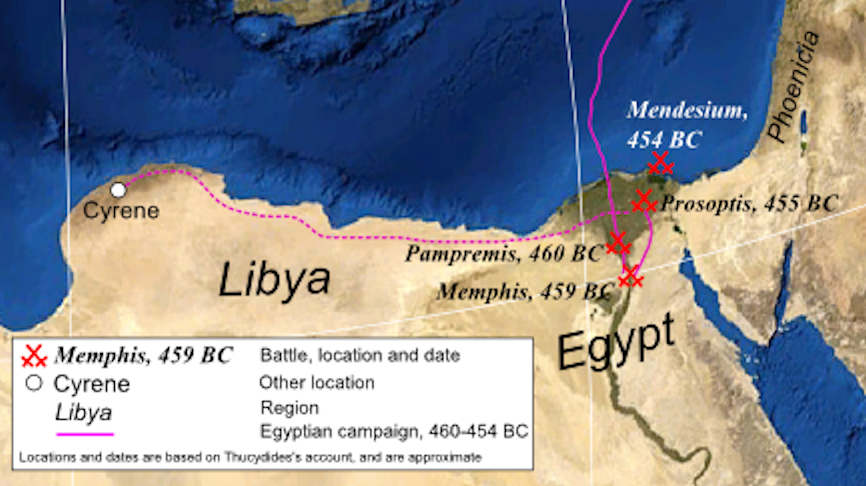
حارب إيناروس الثاني مع الأثينيين ضد القوات الفارسية في مصر، وفيما بعد ضد المزرابة الأخمينيين ميجابازوس وارتابازوس الذين هزموه.

إيناروس الثاني، المعروف اختصارًا باسم إيناروس، كان حاكمًا مصريًا تمرد على الحكم الفارسي، وهو ابن للأمير المصري المسمى بسماتيك الرابع، الذي ينتمي على الأرجح إلى الأسرة السادسة والعشرون المصرية القديمة، وحفيد الملك بسماتيك الثالث. في عام 460 ق.م. قام إيناروس بالثورة ضد الفرس بمساعدة حلفائه أثينا بقيادة شاريتيميدس، وهزم الجيش الفارسي بقيادة الساتراب الفارسي أخمينيس. تراجع الفرس إلى منف، لكنهم هزموا الأثينيين بعدئذ سنة 454 ق.م. بجيش فارسي يقوده ميجابازوس ساتراب سوريا، وأرتابازوس مرزبان فريجيا، بعد حصار دام عامين. تم القبض على إيناروس ونقله إلى سوزا حيث صُلب سنة 454 ق.م.
على الرغم من فشل ثورة إيناروس في النهاية، إلا أنها خلّفت علامة بارزة في التاريخ المصري. قال هيرودوت أن إيناروس تسبب في ضرر للفرس أكثر من أي شخص قبله.

## الثورة وما بعدها
تملّك إيناروس على الليبيين في منطقة ماريا شمال فاروس وعلى جزء من دلتا النيل حول سايس. وبمساعدة من القائد أميرتايوس السايسي، استولت قوات إيناروس على الأهوار الشمالية، وطردوا جباة الضرائب الذين كانوا يجمعون المرتزقة، وبالتالي بدأ ثورة مصرية ضد حكم الملك أرتحششتا الأول ملك بلاد فارس الذي حكم بلاد الفرس بعد اغتيال الملك خشايارشا الأول. أرسل حلفاؤه الأثينيين سنة 460 ق.م. قوات مساعدة تحملها أكثر من 200 سفينة بقيادة شاريتيميدس لمساعدته.

### معركة بامبريميس (460 ق.م.)

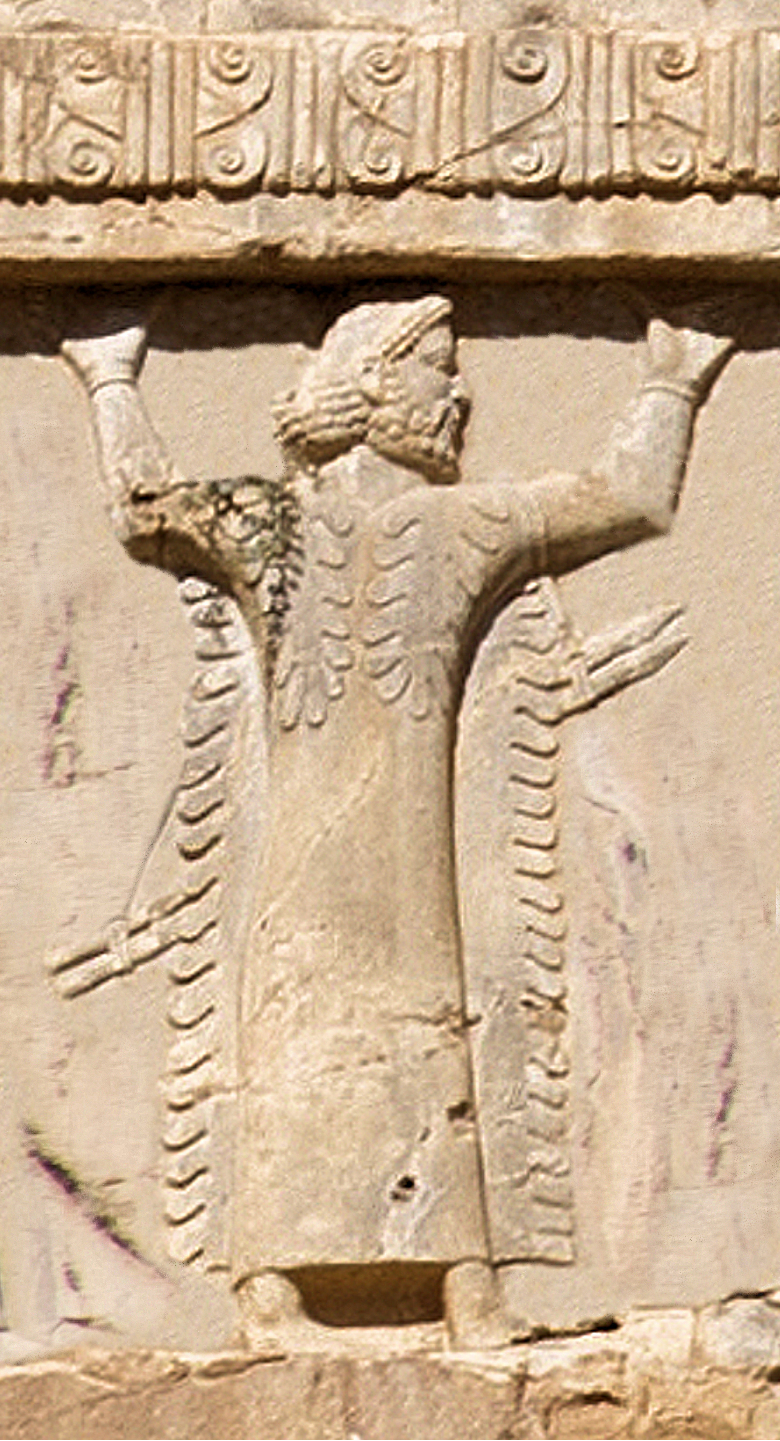
صورة لجندي ليبي، ترجع لحوالي سنة 470 ق.م. منقوشة نقشًا بارزًا على قبر خشايارشا الأول.

ذكر المؤرخ ديودور الصقلي أنه بمجرد وصول الأثينيين واجهوا هم والمصريون جيشًا من الفرس قوامه حوالي 400,000 جندي مشاة وثمانين سفينة بقيادة شقيق أرتحشستا الساتراب أخمينيس. في البداية، أعطى التفوق العددي للفرس الأوليّة في المعركة، لكن في النهاية اخترق الأثينيون خطوط الفرس، وعندها هُزم الجيش الفارسي ولاذ جنوده بالفرار. لجأ جزء من الجيش الفارسي في قلعة ممفيس البيضاء. يصف المؤرخ ثيوسيديدز ذلك باختصار قائلاً: «وسيطروا على النهر وثلثي ممفيس، ثم تجهزوا لمهاجمة الثلث الباقي، والذي يسمى القلعة البيضاء.» انهزم الساتراب أخمينيس في 100,000 من رجاله، وقُتل في بامبريميس فتراجع الفرس إلى منف. كما خاض قادة الأسطول الأثيني شاريتيميدس وكيمون معركة بحرية مع الفرس، حيث اشتبكت أربعون سفينة يونانية مع خمسين سفينة فارسية، وأسر الأثينيون عشرين منها مع أطقمها، وأغرقوا الثلاثين الباقية. ولإثبات أن نصرهم الكامل، أرسل المتمردون جثة الساتراب أخمينيس إلى أخيه الملك الفارسي.

### حصار منف (459-455 ق.م.)

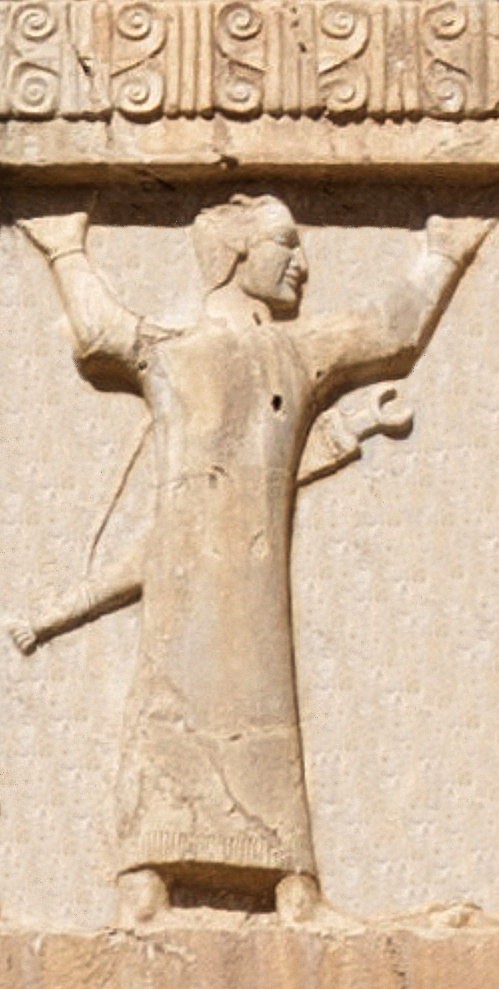
صورة لجندي مصري، ترجع لحوالي سنة 470 ق.م. منقوشة نقشًا بارزًا على قبر خشايارشا الأول.

عسكر الأثينيون والمصريون لمحاصرة القلعة البيضاء. ولكن يبدو أن الحصار لم يكن محكمًا بشكل جيد، حيث استمر لمدة أربع سنوات على الأقل، حيث قال المؤرخ ثوسيديديس أن حملتهم بأكملها استمرت 6 سنوات، كانت الأشهر الثمانية عشر الأخيرة منها حصارًا لبروسوبتيس.
وفقا لثيوسيديدس، في البداية أرسل أرتحشستا ميجابازوس لمحاولة رشوة الأسبرطيين لغزو أتيكا (إحدى مدن الأثينيين) حتى ينسحب الأثينيون من مصر. عندما فشل ذلك، قام ميجابازوس بدلاً من ذلك بتجميع جيش كبير (على عجالة)، وأرسله إلى مصر. سرد ديودور نفس القصة تقريبًا، ولكن بمزيد من التفصيل؛ فقال أنه بعد فشل محاولة الرشوة، عين أرتحشستا ميجابازوس وأرتابازوس مسؤولين عن جيش من 300,000 رجل، وأمرهم بقمع التمرد. تحرك القائدان أولاً من بلاد فارس إلى قيليقية، وجمعوا أسطولًا مكونًا من 300 سفينة ثلاثية من القيليقيين والفينيقيين والقبارصة، وأمضوا عامًا في تدريب رجالهم. ثم توجهوا أخيرًا إلى مصر. ومع ذلك، فإن التقديرات الحديثة تُقدّر القوات الفارسية بعدد أقل بكثير من 25,000 رجل بالنظر إلى أنه كان من غير العملي على الإطلاق حرمان المرزبانيات المناطق الأخرى المجهدين بالفعل من أي قوة بشرية أكثر من ذلك. لم يذكر ثوسيديدس مشاركة القائد أرتابازوس، الذي ذكر هيرودوت أنه شارك في الغزو الفارسي الثاني؛ وقد يكون ديودور مخطئًا بشأن وجوده في هذه الحملة. من المحتمل أن تكون القوات الفارسية قد أمضت بعض الوقت الطويل في التدريب، حيث استغرق الأمر أربع سنوات للرد على الانتصار المصري في بامبريميس. وعلى الرغم من عدم تقديم أي من المؤرخين الكثير من التفاصيل، فمن الواضح أنه عندما وصل ميجابيزوس أخيرًا إلى مصر، كان قادرًا على رفع حصار منف بسرعة، وهزيمة المصريين في المعركة، وطرد الأثينيين من منف.

### حصار بروسوبتيس (455 قبل الميلاد)

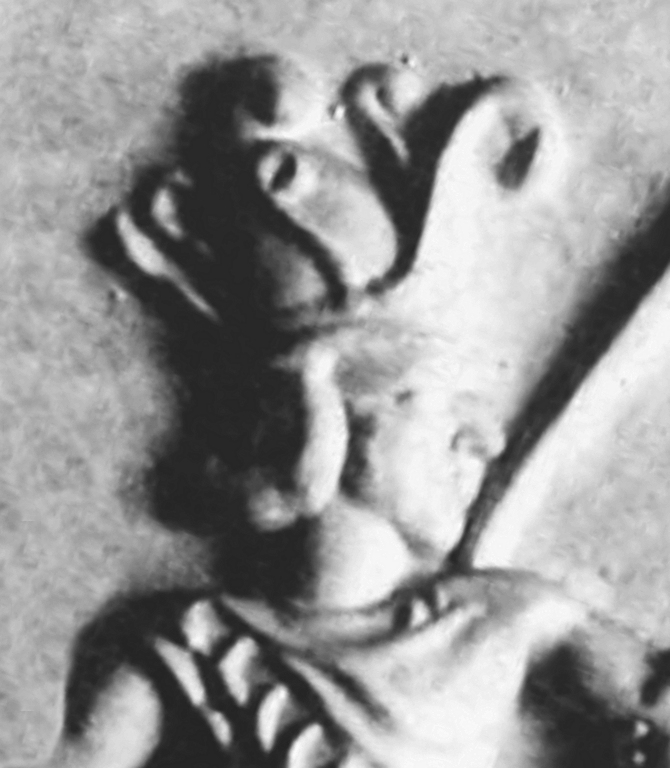
صورة لإيناروس بتاجه الملكي المصري.

انسحب الأثينيون إلى جزيرة بروسوبتيس في دلتا النيل، حيث رست سفنهم هناك. عندئذ، حاصرهم ميجابازوس لمدة 18 شهرًا، حتى أصبح أخيرًا. قادرًا على تصريف مياه النهر عن جميع أنحاء الجزيرة عن طريق حفر قنوات، وبالتالي «ربط الجزيرة بالبر الرئيسي». في رواية ثيوسيديدس، عبر الفرس إلى الجزيرة واستولوا عليها. ونجا عدد قليل فقط من القوات الأثينية، الذين فرّوا نحو ليبيا إلى قورينا للعودة إلى أثينا. أما في رواية ديودور، فقد دفع تجفيف النهر المصريون للانشقاق والاستسلام للفرس. لم يرغب الفرس في تكبد خسائر فادحة في مهاجمة الأثينيين، وبدلاً من ذلك سمحوا لهم بالرحيل بحرية إلى قورينا، حيث عادوا إلى أثينا. كما سمحوا لهم بنقل كنوز ديليان إلى أثينا، والراجح أن رواية ثيوسيديدس هي الصحيحة.

### معركة منديس
كنهاية كارثية للحملة، ذكر ثيوسيديدس مصير سرب من الخمسين سفينة التي إرسالها للتخفيف من حصار بروسوبتيس. لم تدرك تلك السفن استسلام الأثينيين مؤخرًا، وتعرضوا لهجوم من البر والبحر عند مصب فرع نهر النيل المنديسي من قبل السفن الفينيقية. تدمرت معظم السفن الأثينية، وتمكن عدد قليل منها من الهروب والعودة إلى أثينا. بلغت إجمالي خسائر أثينا في البعثة حوالي 50,000 رجل ونحو 250 سفينة.

### العودة إلى بيبلوس والاستيلاء عليها

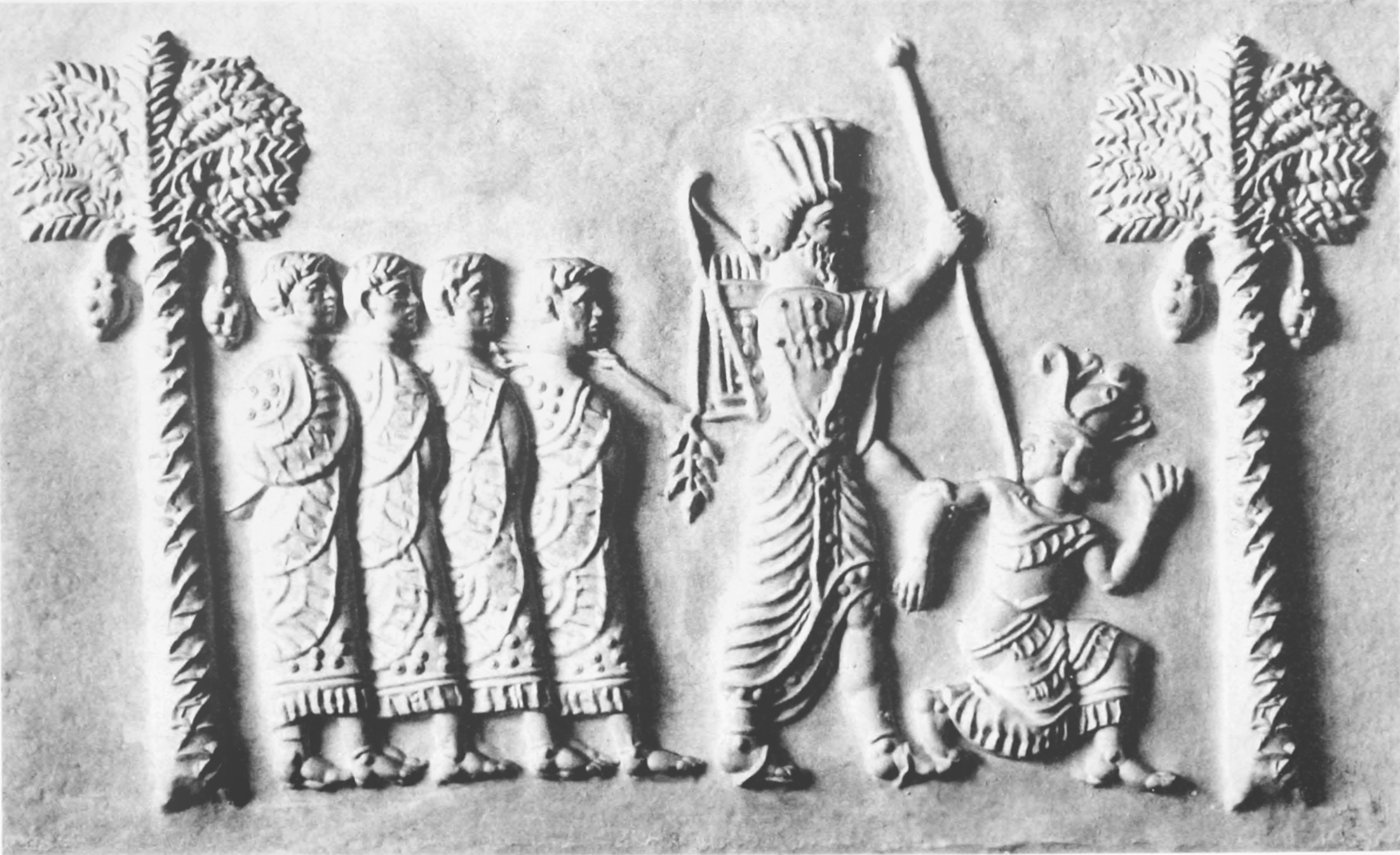
أسر إيناروس والقادة الأثينيين، على يد قوات الملك أرتحششتا الأول.

قُتل القائد الأثيني شاريتيميدس في المعركة وأصيب إيناروس في فخذه على يد القوات الفارسية وتراجع إلى معقله في مدينة بيبلوس المدينة المصرية الوحيدة التي لم تخضع لميجابازوس. وبعد قتال لمدة عام ونصف في المستنقعات، هزم ميجابازوس إيناروس وحلفائه الأثينيين، واقتيدوا إلى سوسة.

## الإعدام
وعد ميجابازوس إيناروس وحلفائه الأثينيين بأنهم لن يعدموا بمجرد وصولهم إلى سوسة. أرادت الملكة الأم أميستريس معاقبتهم وقتلهم لأنهم كانوا مسؤولين عن وفاة ابنها، المرزبان أخمينيس، وطلبت قتلهم. حافظ أرتحششتا في البداية على هذا الوعد، ولكن بعد خمس سنوات من الأسر سُلّم إيناروس وخمسين من الأثينيين للملكة الأم أميستريس.
هناك روايتان عن وفاة إيناروس. تقول الأولى أنه صُلب، وتقول الثانية أنه مات مخوزقًا. ذكرت قطعة من الكتسياس المحفوظة في خزائن الإمبراطور فوتيوس أن «إيناروس تم إعدامه على ثلاث مراحل، ومعه الخمسين أثيني، وأن كل ما وقع في يدها، قُطعت رأسه.»  استخدمت الكلمة اليونانية "anestaurothe"، لوصف وتسمية طريقة إعدامه في النصوص والتي يمكن أن تعني إما خازوق أو الصلب على خشبة، أو الصلب على صليب، لكن لا توجد أدلة ومعلومات كافية في السجلات التاريخية تحدد لنا إجابة نهائية.
ذكر ثيوسيديدس قصة مختلفة قليلاً، حيث لم يذكر وجود أي فترة للأسر، وزعم الأستاذ الجامعي ج. م. بيغوود إن ذلك يعني أن ثيوسيديدس يقول بإن إيناروس قُبض عليه وأُعدم في نفس العام أي سنة 454 ق.م.

## الإرث
تركت ثورة إيناروس، على الرغم من فشلها في النهاية، علامة كبيرة في التاريخ المصري. وذكر هيرودوت أيضًا أن إيناروس تسبب في الضرر للفرس أكثر من أي شخص قبله.

## إيناروس الأول والثاني
غالبًا ما يتم الخلط بين إيناروس الثاني في كل من الأدب القديم والحديث وبين سميُّه الأمير الليبي إيناروس الأول الأتريبي الذي تمرد ضد الإمبراطورية الآشورية الحديثة قبل حوالي قرنين من زمن إيناروس الثاني.